# Tobie Lolness
Tobie Lolness est une série de romans fantastiques de Timothée de Fombelle, illustrée par François Place, qui se compose de deux tomes : La Vie suspendue et Les Yeux d’Elisha.

## Présentation
La série a été traduite dans plus de 20 langues dans le monde, au milieu des années 2010, puis en plus d'une trentaine en 2024. Elle est un « best-seller » : « Les deux tomes de son premier roman jeunesse, Tobie Lolness (2006-2007), s’étaient écoulés à plus de 1 million d’exemplaires » écrit Télérama en mars 2020. En février 2024 , la série « a été vendue à plus de 1,6 million d’exemplaires dans le monde entier, dont plus de 600 000 rien qu’en France ».
Le tome 1 a reçu de nombreux prix jeunesse, dont le Prix Sorcières et le Grand prix de l'Imaginaire.
Elle est adaptée en série animée en 2023,.
Les personnages ont une taille ne dépassant pas plus de deux millimètres et vivent « dans un grand chêne, l'Arbre » qui à, leur échelle, est aussi grand qu'un vaste pays, un « arbre-univers ».
Pour Télérama, dont le premier tome figure dans sa « Petite bibliothèque idéale » en 2023 : « Il gardait cette histoire du peuple de l’Arbre depuis ses 12 ans et ne l’avait racontée qu’à quelques personnes. Et puis un jour, la trentaine venue, Timothée de Fombelle a commencé à l’écrire : « Tobie Lolness mesurait un millimètre et demi, ce qui n’était pas grand pour son âge. » Et la suite est venue, deux tomes d’une aventure aux méandres fascinants qui conte une inoubliable chasse à l’enfant. [...] Très peu de fantastique dans cette fable d’une formidable richesse qui met en scène, en miniature, les rapports humains, la brutalité du monde et la fragilité de notre planète. Un premier roman fulgurant, qui sera suivi de nombreux autres, [...] qui font de Timothée de Fombelle un des maîtres du roman jeunesse contemporain ».
Pour le premier tome, l'avis critique de  La Revue des livres pour enfants mentionne : « Ce jeune auteur donne à son récit passionnant le souffle d'une épopée avec toute sa symbolique non dépourvue d'humour, et étonnamment actuelle. Il s'inscrit dès ce premier roman dans la grande tradition des créateurs d'univers minuscules ». Pour le second tome, elle écrit : « L'auteur construit son histoire comme un puzzle où les nombreux flash-back viennent éclairer le présent et où chaque détail a son importance. [...] Une histoire passionnante, [...] où les héros principaux font preuve d'une profonde humanité et de beaucoup de courage ».

## Résumé
Tobie Lolness est un enfant qui vit heureux auprès de ses parents, Maïa et le Professeur Sim, dans les Cimes de l'Arbre. Le Peuple de l’Arbre voue une grande admiration au Professeur Sim qui a fait de très grandes découvertes. Il est très écouté du Grand Conseil de l’Arbre.
Or Tobie, du haut de son millimètre et demi, est contraint de quitter son peuple à l’âge de 7 ans. Son père a en effet découvert le secret de la vie de l’Arbre (la sève) alors que tout le monde pense que l’Arbre ne vit pas et que l’on peut exploiter indéfiniment son bois. Le Grand Conseil décide d’envoyer la famille Lolness dans les basses branches quand le Professeur, bien inspiré, refuse de livrer son secret, pensant qu’il pourrait être utilisé à des fins de destruction de l’Arbre. Après quelques années, les parents de Tobie se font capturer pour livrer leur secret, mais Tobie réussit à s’échapper pour retourner dans les basses branches.
Profitant de la situation d'instabilité, Jo Mitch, un répugnant malotru dirigeant d’une entreprise de creusages de trous dans le bois, fait croire qu’un membre influent du Peuple, El Blue, est tué par le Peuple de l’herbe et monte les deux Peuples l’un contre l’autre. En manipulant son peuple et en utilisant des méthodes d’une grande violence, il réussit à imposer son pouvoir sur une grande partie de l’Arbre (entre-autres les Basses-Branches) et à dissoudre le Grand Conseil dont il emprisonne les 30 membres les plus éminents. Sa dictature est fondée sur la peur et la violence, et il n’hésite pas à tuer ses semblables. Grâce à son entreprise qui rapporte beaucoup d’argent, il surexploite l’Arbre qui, au fil des années, s’étiole et menace de mourir.
Tobie, en cavale car sa tête est mise à prix par Mitch, vit en fugitif plusieurs années. Il réussit à se cacher dans les Basses-Branches, entreprend de délivrer ses parents enfermés dans les Cimes mais échoue. Vers 13 ans, il descend alors au pied de l’Arbre et découvre les Pelés, le Peuple de l’Herbe. Pacifiste et accueillant, ce Peuple est tout le contraire de ce que l’on pense qu’il est dans l’Arbre. Dénommé Petit Arbre par les Pelés, Tobie fait preuve de courage, d’intelligence, de beaucoup de gentillesse et de sensibilité. Il est adopté par les Pelés et y reste plusieurs années. C’est la visite d’un ancien du Grand Conseil, Pol Colleen, qui a lui aussi réussi à fuir les Cimes, qui décide Tobie à remonter délivrer ses parents qu’il croyait morts. S’ensuit un voyage initiatique rocambolesque qui fera découvrir à Tobie la vie de l’Arbre sous son vrai jour : la détresse de son peuple vivant dans la misère de la dictature, la trahison (son ami d’enfance Léo Blue est passé à l’ennemi et contrôle désormais toute la Cime de l’Arbre), les Pelés assouvis en esclavage par Jo Mitch, l’aveuglement des siens qui détruisent lentement l’Arbre, mais aussi l’amour (auprès d’Elisha).
Esquivant les embuscades, franchissant tous les obstacles mis en travers de sa route, Tobie réussit à délivrer ses parents et l’ensemble du Grand Conseil, délivre aussi les Pelés de l’esclavage, éradique Mitch et sa funeste entreprise, délivre Léo Blue de ses démons et épouse Elisha. L’Arbre est sauvé et reprend de la vigueur en un printemps.

## Prix et distinctions
Pour le tome 1 La Vie suspendue :
- 2006 : Prix Saint-Exupéry[9]
- 2006 : Prix Millepages jeunesse
- 2006 : Prix Tam-Tam[10]
- 2007 : Prix Sorcières[11], catégorie Roman jeune
- 2007 : Grand prix de l'Imaginaire[12]
- 2007 : Grand prix des jeunes lecteurs[13]
- 2007 : Prix Andersen[14]
- 2008 : Prix Bernard Versele, catégorie "Cinq chouettes"
- 2008 : (international) « Honour List »[15] de l' IBBY
- 2008 : Prix Gayant lecture[16].

## Liste des volumes
1. Timothée de Fombelle (ill. François Place), La Vie suspendue, Gallimard jeunesse, avril 2006, 150727e éd., 320 p. (ISBN 978-2-07-057181-9)
2. Timothée de Fombelle (ill. François Place), Les Yeux d’Elisha, Paris, Gallimard jeunesse, avril 2007, 145525e éd., 352 p. (ISBN 978-2-07-057893-1)

## Autres médias

### Série animée
La série Tobie Lolness a été adaptée sous forme d'une série animée de 13 épisodes de 52 minutes, soit 26 épisodes de 26 minutes, les deux formats sont prévus, notamment pour exportation à l'étranger, par Tant mieux prod. Le dessin est signé par Kerascoët et la série est sortie sur Okoo le 7 décembre 2023 avant d'être diffusée le 24 décembre 2023 à la télévision,,,.
Parmi les principaux changements par rapport à l’œuvre originale furent le passage à une structure strictement chronologique ainsi qu'une réduction de la durée de l'histoire de 10 à 5 ans afin de moins perdre les jeunes spectateurs.